# Serena
Pour les articles homonymes, voir Serena (homonymie).
Serena ou Sérène, morte en 408, est la nièce de l'empereur romain d'Orient Théodose Ier (379-395) et l'épouse du général romain Stilicon, régent de l'Empire romain d'Occident de 395 à 408, sous le règne d'Honorius (395-423), fils de Théodose.

## Biographie
Serena est la nièce et fille adoptive de Théodose donc la sœur adoptive d'Honorius. Elle a été adoptée par Théodose.
Séréna suit son père adoptif en Orient quand celui-ci devient empereur à partir de 379, elle vit à la cour de Constantinople et est un bon parti.
Vers 384, elle épouse Stilicon, un officier de l'état-major de Théodose encore au début d'une carrière prometteuse, malgré ses origines (sa mère est romaine, mais son père est un Vandale). De ce mariage, naissent trois enfants : 
- Eucher, capturé et exécuté peu de temps après la chute de son père, en août 408 ;
- Marie, épouse en 399 de l'empereur Honorius, morte en 407  ;
- Thermantia.

Après la victoire de Théodose sur Eugène en septembre 394, elle rejoint son mari et l'empereur à Milan, ce dernier meurt le 17 janvier 395, Honorius étant encore un enfant, Séréna a alors permis à son mari d'assumer la régence de la moitié occidentale de l'empire mais en Orient Arcadius ne reconnaît pas cette régence, pomme de discorde pour les treize années suivantes.
Serena aurait contribué à ce que le mariage de Marie et Honorius ne soit pas consommé car Marie n'était pas encore pubère et décèdera vierge.
En 394, elle profane le temple de Vesta à Rome en s'emparant du collier ornant la statue de la déesse ; elle s'attire ainsi les foudres des païens encore assez nombreux dans la ville, en particulier au sein du Sénat. Elle accueille avec bienveillance la sainte Mélanie.
Au cours de la régence de Stilicon, Serena réside souvent à Rome pour défendre son mari auprès du Sénat, le pouvoir de Stilicon étant très contesté, il s'appuie sur le Sénat pour gagner en légitimité. Serena dispose d'un poète officiel, Claudien dont les poèmes exaltent le couple auprès des sénateurs, elle est l'une des rares femmes à avoir bénéficié d'un panégyrique.
Le 24 août 408, Stilicon est exécuté à Ravenne, alors résidence impériale, avec l'assentiment d'Honorius, un coup d'état d'Olympius ayant eu lieu.  Détestée de sa cousine Galla Placidia, fille de Théodose, elle est accusée de collusion avec le chef wisigoth Alaric Ier, qui envahit l'Italie et assiège Rome ; elle est étranglée sur ordre du Sénat, en novembre 408.